# La Chevrolière
La Chevrolière [la.ʃəvʁɔljɛʁ]   est une commune de l'Ouest de la France, située dans le département de la Loire-Atlantique, en région Pays de la Loire.
La commune fait partie de la Bretagne historique, dans le pays traditionnel du pays de Retz et dans le pays historique du Pays nantais.
Ses habitants s'appellent les Chevrolins et les Chevrolines.
La Chevrolière comptait 5 326 habitants au recensement de 2014.

## Géographie

Situation de la commune de La Chevrolière dans le département de la Loire-Atlantique.

La Chevrolière est située sur la bordure est du lac de Grand-Lieu, à 15 km au sud de Nantes (mairie) et 8 km au nord de Saint-Philbert-de-Grand-Lieu.
Les communes limitrophes sont Saint-Aignan-Grandlieu, Pont-Saint-Martin, Le Bignon, Geneston et Saint-Philbert-de-Grand-Lieu.
| Saint-Aignan-Grandlieu       |                | Pont-Saint-Martin |
| Lac de Grand-Lieu            | La Chevrolière | Le Bignon         |
| Saint-Philbert-de-Grand-Lieu |                | Geneston          |

### Climat
Pour des articles plus généraux, voir Climat des Pays de la Loire et Climat de la Loire-Atlantique.
En 2010, le climat de la commune est de type climat océanique franc, selon une étude du CNRS s'appuyant sur une série de données couvrant la période 1971-2000. En 2020, Météo-France publie une typologie des climats de la France métropolitaine dans laquelle la commune est exposée à un climat océanique et est dans la région climatique  Bretagne orientale et méridionale, Pays nantais, Vendée, caractérisée par une faible pluviométrie en été et une bonne insolation. 
Pour la période 1971-2000, la température annuelle moyenne est de 12,2 °C, avec une amplitude thermique annuelle de 13,4 °C. Le cumul annuel moyen de précipitations est de 779 mm, avec 12,4 jours de précipitations en janvier et 6,4 jours en juillet. Pour la période 1991-2020, la température moyenne annuelle observée sur la station météorologique de Météo-France la plus proche, « Nantes-Bouguenais », sur la commune de Bouguenais à 10 km à vol d'oiseau, est de 12,7 °C et le cumul annuel moyen de précipitations est de 819,5 mm,. Pour l'avenir, les paramètres climatiques de la commune estimés pour 2050 selon différents scénarios d'émission de gaz à effet de serre sont consultables sur un site dédié publié par Météo-France en novembre 2022.

## Urbanisme

### Typologie
Au 1er janvier 2024, La Chevrolière est catégorisée petite ville, selon la nouvelle grille communale de densité à sept niveaux définie par l'Insee en 2022.
Elle appartient à l'unité urbaine de La Chevrolière, une unité urbaine monocommunale constituant une ville isolée,. Par ailleurs la commune fait partie de l'aire d'attraction de Nantes, dont elle est une commune de la couronne,. Cette aire, qui regroupe 116 communes, est catégorisée dans les aires de 700 000 habitants ou plus (hors Paris),.
La commune, bordée par un plan d’eau intérieur d’une superficie supérieure à 1 000 hectares, le lac de Grand-Lieu, est également une commune littorale au sens de la loi du 3 janvier 1986, dite loi littoral. Des dispositions spécifiques d’urbanisme s’y appliquent dès lors afin de préserver les espaces naturels, les sites, les paysages et l’équilibre écologique du littoral, tel le principe d'inconstructibilité, en dehors des espaces urbanisés, sur la bande littorale des 100 mètres, ou plus si le plan local d’urbanisme le prévoit.

### Occupation des sols
L'occupation des sols de la commune, telle qu'elle ressort de la base de données européenne d’occupation biophysique des sols Corine Land Cover (CLC), est marquée par l'importance des territoires agricoles (76,3 % en 2018), en diminution par rapport à 1990 (78,8 %). La répartition détaillée en 2018 est la suivante : 
terres arables (39 %), zones agricoles hétérogènes (27,5 %), forêts (10,5 %), prairies (8,8 %), zones urbanisées (7 %), zones industrielles ou commerciales et réseaux de communication (3,2 %), espaces verts artificialisés, non agricoles (1,6 %), eaux continentales (1,3 %), cultures permanentes (1 %). L'évolution de l’occupation des sols de la commune et de ses infrastructures peut être observée sur les différentes représentations cartographiques du territoire : la carte de Cassini (XVIIIe siècle), la carte d'état-major (1820-1866) et les cartes ou photos aériennes de l'IGN pour la période actuelle (1950 à aujourd'hui).

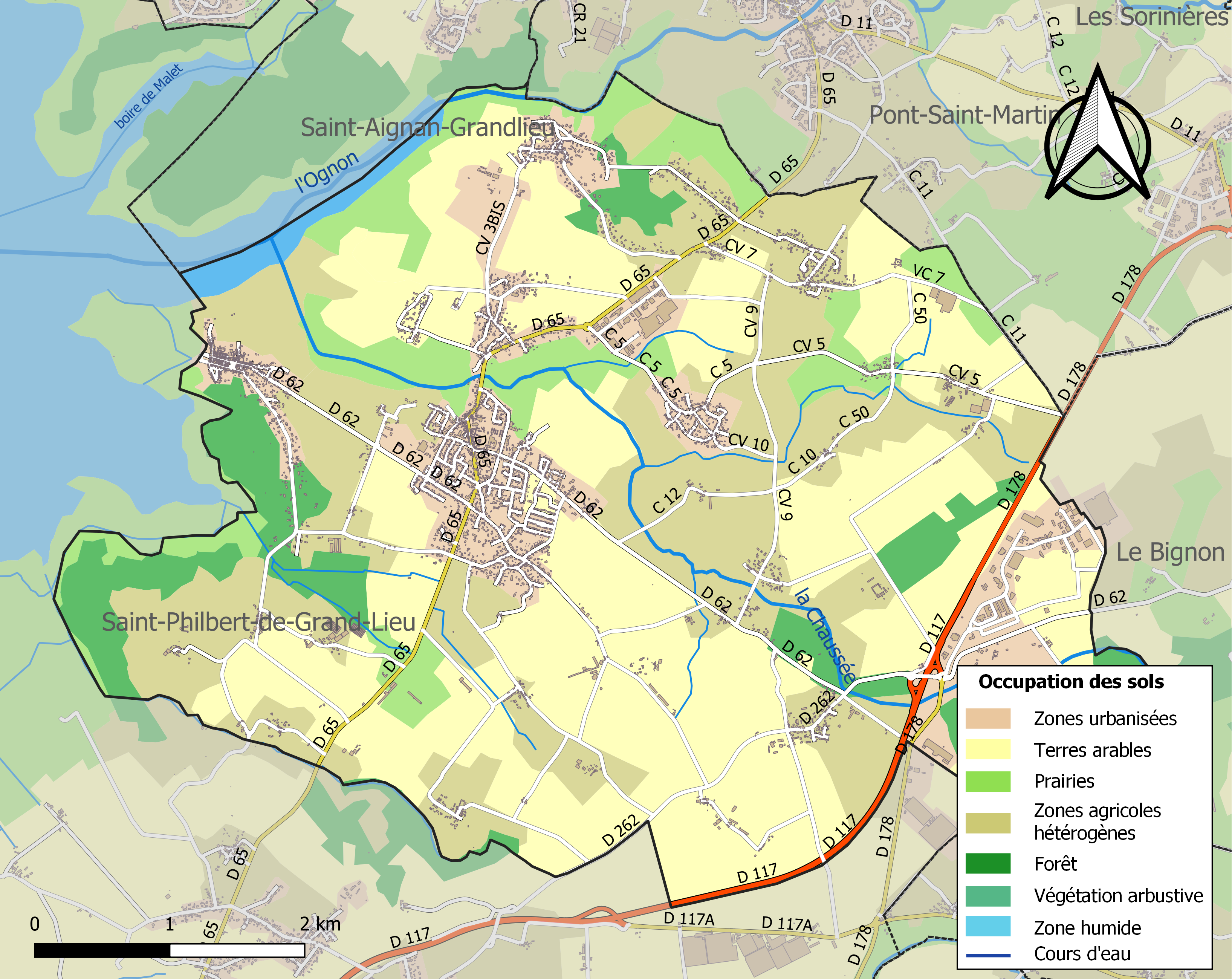
Carte des infrastructures et de l'occupation des sols de la commune en 2018 (CLC).

## Toponymie

### La Chevrolière
Le nom de la localité est attesté sous la forme Caprioleria au XIVe siècle. La Chevrolière provient du latin « Capriolaria », nom apparaissant dans un texte du XVe siècle. Ce nom renvoie à un élevage de chèvres.
La Chevrolière possède un nom en gallo, la langue d'oïl locale, écrit La Chevrolere et La Chevroyere selon l'écriture ABCD; La Chevrôlèrr et La Chevrôyèrr selon l'écriture MOGA ou La Chevrolèrr selon l'écriture ELG. Deux prononciations ont été relevées : [la.ʃə.vʀo.lɛʀ] ou bien [la.ʃə.vʀo.jeʀ],.
La forme bretonne proposée par l'Office public de la langue bretonne est Kerc'hevrel. Le breton n'était pas traditionnellement parlé dans la commune.

### Tournebride
Tournebride, Tourne-bride ou Tourne bride, provient de Tourner et Bride, le lieu où l’on pouvait faire demi-tour. Ce nom est porté par de nombreux lieux-dits, ronds-points (devant un château), auberges ou relais de poste.
Le lieu-dit Tournebride à La Chevrolière, situé à l'intersection de la D 178 et de la D 62 à l’est de La Chevrolière (latitude 47° 4'47.98"N et longitude 1°33'57.56"O), correspond à un ancien relais de poste (XVIIIe – XIXe siècle) juste à côté du château de la Freudière. Il permettait au postillon d'accompagner les voyageurs entre deux relais, soit environ deux lieues (8 km), et de ramener ensuite les chevaux au pas, après un repos. Ainsi ce lieu-dit à La Chevrolière forme avec quatre autres lieux homonyme une ceinture autour de Nantes :
- intersection entre la D 965 et la D 81 au nord-ouest de Nantes[23] ;
- intersection entre la D 9 et la D 178 au nord-est de Nantes et au nord de Carquefou[24] ;
- intersection entre la D 756 et la D 149 au sud-est de Nantes[25] ;
- intersection entre la D 758 et la D 95 au sud-ouest de Nantes et à l’est de Sainte-Pazanne[26].

## Histoire

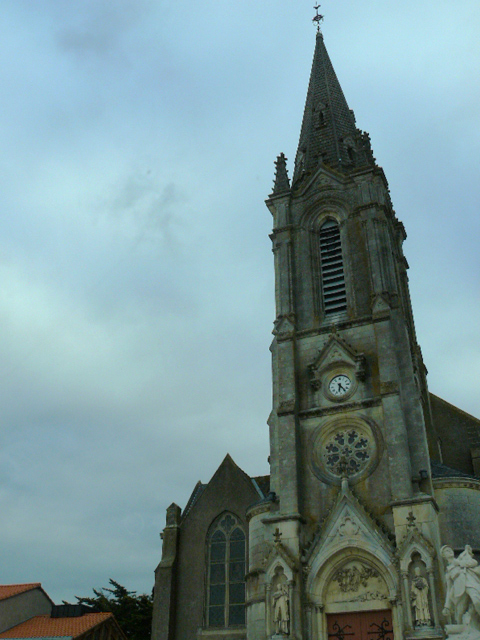
L'église Saint-Martin.

Château des Huguetières (XIXe) et chapelle Notre-Dame des Ombres.
Le fief des Huguetières passa sous l'autorité de la Machecoul, puis de celle de Châteaubriant, avant de relever de la baronnie de Retz.
Au XVe siècle, le château des Huguetières était le siège d'une importante seigneurie qui rayonnait sur 17 paroisses du  pays de Grand Lieu. C'est sur la commune de La Chevrolière que se trouve d'ailleurs le principal accès au lac de Grand Lieu : le village de Passay, ancien chef-lieu paroissial.
L'église Saint-Martin, à La Chevrolière, garde en mémoire le passage du Père de Montfort. Louis-Marie Grignion de Montfort (1673-1716) fut un missionnaire important dans tout l'Ouest de la France.
Comme toutes les communes de la Bretagne transligérienne, La Chevrolière a été dévastée par la guerre civile, dite « de Vendée », en 1793 et 1794.
La Chevrolière paiera également un lourd tribut à la Première Guerre mondiale ; on y dénombrera 75 victimes, « morts pour la France ».

## Emblèmes

### Héraldique
| Blason | Blasonnement : D'or au chevreuil passant de sable posé sur une terrasse de sinople ; au chef d'azur chargé d'un brochet d'argent accompagné de deux fleurs de nénuphars du même feuillées d'or. Commentaires : Armes parlantes (le chevreuil rappelle le nom de la ville). Le brochet et les nénuphars font allusion au lac de Grand-Lieu et le village de Passay. Les couleurs or et sable évoquent aussi le blasonnement du pays de Retz : d'or à la croix de sable, rappelant l'appartenance de La Chevrolière au pays de Retz. Blason surmonté d'une bannière disant : L'eau et la terre nous sont propices. Blason conçu par A. Baudry-Souriau (délibération municipale du 12 avril 1972), enregistré le 19 juillet 1972. |

### Devise
La devise de La Chevrolière : Aqua Et Terra Nobis Sunt Propitiae. L'eau et la terre nous sont propices.

## Politique et administration

### Liste des maires
| Période        | Période                        | Identité                             | Étiquette    | Qualité                                                                                                 |
| -------------- | ------------------------------ | ------------------------------------ | ------------ | --- |
| août 1790      | novembre 1791                  | Jean Prou                            |              | |
| novembre 1791  | décembre 1792                  | Jacques Le Breton                    |              | |
| décembre 1792  | juillet 1800                   | Julien Corbineau                     |              | |
| juillet 1800   | novembre 1815                  | Pierre Béranger                      |              | |
| novembre 1815  | août 1826                      | Jean-Baptiste Josnin                 |              | |
| août 1826      | septembre 1830 (démission)     | Julien Pépin de Bellisle (1792-1860) |              | Ancien chef d'escadre et sous-préfet                                                                    |
| septembre 1830 | août 1840                      | Jean Béranger                        |              | |
| août 1840      | août 1852                      | Pierre Béranger                      |              | |
| août 1852      | septembre 1860                 | Adolphe Couprie                      |              | |
| septembre 1860 | octobre 1876                   | Théodore Barré                       |              | |
| octobre 1876   | mai 1892                       | Eloi Béranger                        |              | |
| mai 1892       | avril 1897 (décès)             | François Josnin                      |              | |
| juin 1897      | août 1906                      | Armand Hillereau                     |              | Instituteur                                                                                             |
| août 1906      | mai 1929                       | Emmanuel Béranger                    |              | Charpentier                                                                                             |
| mai 1929       | octobre 1946 (démission)       | François Josnin-Douaud (1873-1953)   |              | Commerçant                                                                                              |
| octobre 1946   | mars 1971                      | François Hervouët (1892-1983)        |              | Commerçant                                                                                              |
| mars 1971      | juin 1995                      | Robert Thomas (1919-2009)            | SE-DVD       | Ingénieur des services de l'Équipement Président de la CC de Grand Lieu (1993 → 1995)                   |
| juin 1995      | mars 2008                      | Marie-Josèphe Veyrac                 | RPR puis UMP | Médecin                                                                                                 |
| mars 2008      | En cours (au 6 septembre 2021) | Johann Boblin                        | UMP → LR     | Formateur Conseiller régional des Pays de la Loire (2015 → ) Président de la CC de Grand Lieu (2014 → ) |

## Population et société

### Démographie
Selon le classement établi par l'Insee, La Chevrolière est une ville isolée qui fait partie de l'aire urbaine, de la zone d'emploi et du bassin de vie de Nantes. Toujours selon l'Insee, en 2010, la répartition de la population sur le territoire de la commune était considérée comme « intermédiaire » : 53 % des habitants résidaient dans des zones « intermédiaires », 46 % dans des zones « peu denses »et 1 % dans des zones « très peu denses ».

#### Évolution démographique
L'évolution du nombre d'habitants est connue à travers les recensements de la population effectués dans la commune depuis 1800. Pour les communes de moins de 10 000 habitants, une enquête de recensement portant sur toute la population est réalisée tous les cinq ans, les populations de référence des années intermédiaires étant quant à elles estimées par interpolation ou extrapolation. Pour la commune, le premier recensement exhaustif entrant dans le cadre du nouveau dispositif a été réalisé en 2008.

En 2022, la commune comptait 6 342 habitants, en évolution de +15,52 % par rapport à 2016 (Loire-Atlantique : +6,68 %, France hors Mayotte : +2,11 %).
| 1800  | 1806  | 1821  | 1831  | 1836  | 1841  | 1846  | 1851  | 1856  |
| ----- | ----- | ----- | ----- | ----- | ----- | ----- | ----- | ----- |
| 1 022 | 1 478 | 1 528 | 1 655 | 1 664 | 1 765 | 1 874 | 1 937 | 1 900 |

| 1861  | 1866  | 1872  | 1876  | 1881  | 1886  | 1891  | 1896  | 1901  |
| ----- | ----- | ----- | ----- | ----- | ----- | ----- | ----- | ----- |
| 1 935 | 1 937 | 1 989 | 2 075 | 2 131 | 2 105 | 2 089 | 2 073 | 2 064 |

| 1906  | 1911  | 1921  | 1926  | 1931  | 1936  | 1946  | 1954  | 1962  |
| ----- | ----- | ----- | ----- | ----- | ----- | ----- | ----- | ----- |
| 2 139 | 2 078 | 1 883 | 1 912 | 1 830 | 1 801 | 1 784 | 1 849 | 2 004 |

| 1968  | 1975  | 1982  | 1990  | 1999  | 2006  | 2008  | 2013  | 2018  |
| ----- | ----- | ----- | ----- | ----- | ----- | ----- | ----- | ----- |
| 2 139 | 2 444 | 3 368 | 4 272 | 4 851 | 4 925 | 4 945 | 5 241 | 5 688 |

| 2022  | - | - | - | - | - | - | - | - |
| ----- | - | - | - | - | - | - | - | - |
| 6 342 | - | - | - | - | - | - | - | - |

#### Pyramide des âges
La population de la commune est relativement jeune.
En 2018, le taux de personnes d'un âge inférieur à 30 ans s'élève à 35,5 %, soit en dessous de la moyenne départementale (37,3 %). À l'inverse, le taux de personnes d'âge supérieur à 60 ans est de 21,8 % la même année, alors qu'il est de 23,8 % au niveau départemental.
En 2018, la commune comptait 2 817 hommes pour 2 871 femmes, soit un taux de 50,47 % de femmes, légèrement inférieur au taux départemental (51,42 %).
Les pyramides des âges de la commune et du département s'établissent comme suit.
| Hommes | Classe d’âge | Femmes |
| ------ | ------------ | ------ |
| 0,7    | 90 ou +      | 1,8    |
| 4,2    | 75-89 ans    | 7,0    |
| 14,6   | 60-74 ans    | 15,2   |
| 22,1   | 45-59 ans    | 21,3   |
| 21,5   | 30-44 ans    | 20,6   |
| 15,1   | 15-29 ans    | 13,3   |
| 21,9   | 0-14 ans     | 20,7   |

| Hommes | Classe d’âge | Femmes |
| ------ | ------------ | ------ |
| 0,6    | 90 ou +      | 1,8    |
| 6      | 75-89 ans    | 8,6    |
| 15,1   | 60-74 ans    | 16,4   |
| 19,4   | 45-59 ans    | 18,8   |
| 20,1   | 30-44 ans    | 19,3   |
| 19,2   | 15-29 ans    | 17,4   |
| 19,5   | 0-14 ans     | 17,6   |

## Jumelages
La Chevrolière est jumelée avec : 
- Le village de Lyndhurst dans le Sud de l'Angleterre dans le New Forest.

## Économie
La commune abrite une imprimerie du quotidien régional Ouest-France ainsi qu'une unité de production du groupe Armor.

## Enseignement
La Chevrolière est dotée :
- de trois écoles :
  - un complexe privé maternelle - élémentaire : Saint-Louis-de-Monfort,
  - une école maternelle publique : E. Béranger,
  - une école élémentaire publique : A. Couprie ;
- d'un service Espace Jeunes, pour les adolescents ;
- d'un centre de loisirs sans hébergement, utilisé également pour l'accueil périscolaire ;
- d'une halte garderie.

## Lieux et monuments
La Chevrolière contient de nombreuses petites criques sur le lac de Grand-Lieu. À Passay, un lieu-dit de La Chevrolière, se trouve une assez grande plage où seuls les pêcheurs professionnels ont le droit de pêcher, le plus souvent l'anguille, mais aussi l'écrevisse. Un observatoire destiné aux oiseaux (car le lac est l'une des plus grandes réserves naturelles d'oiseaux) est ouvert au public.

Passay
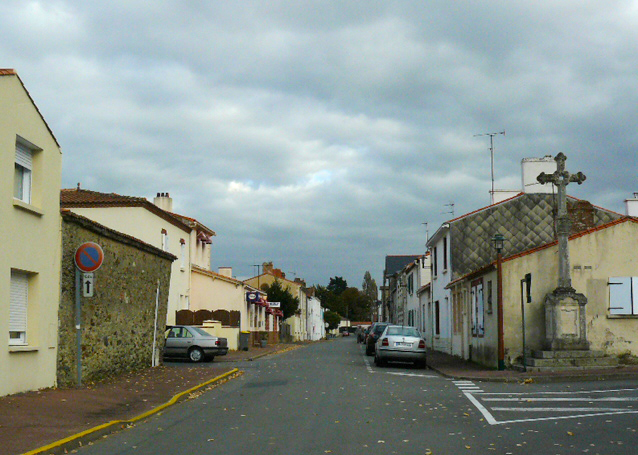
Vue du hameau
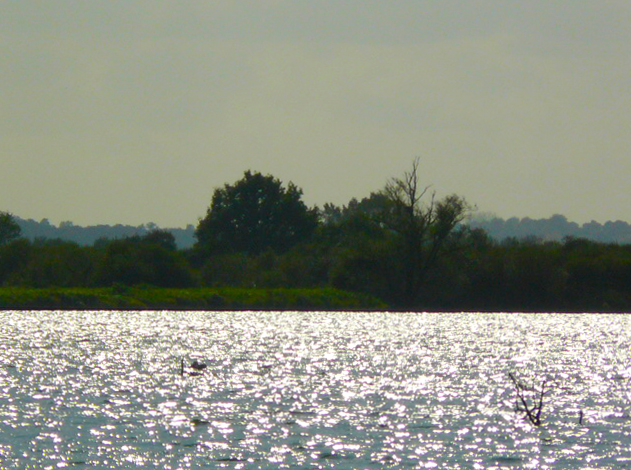
Le lac de Grand Lieu
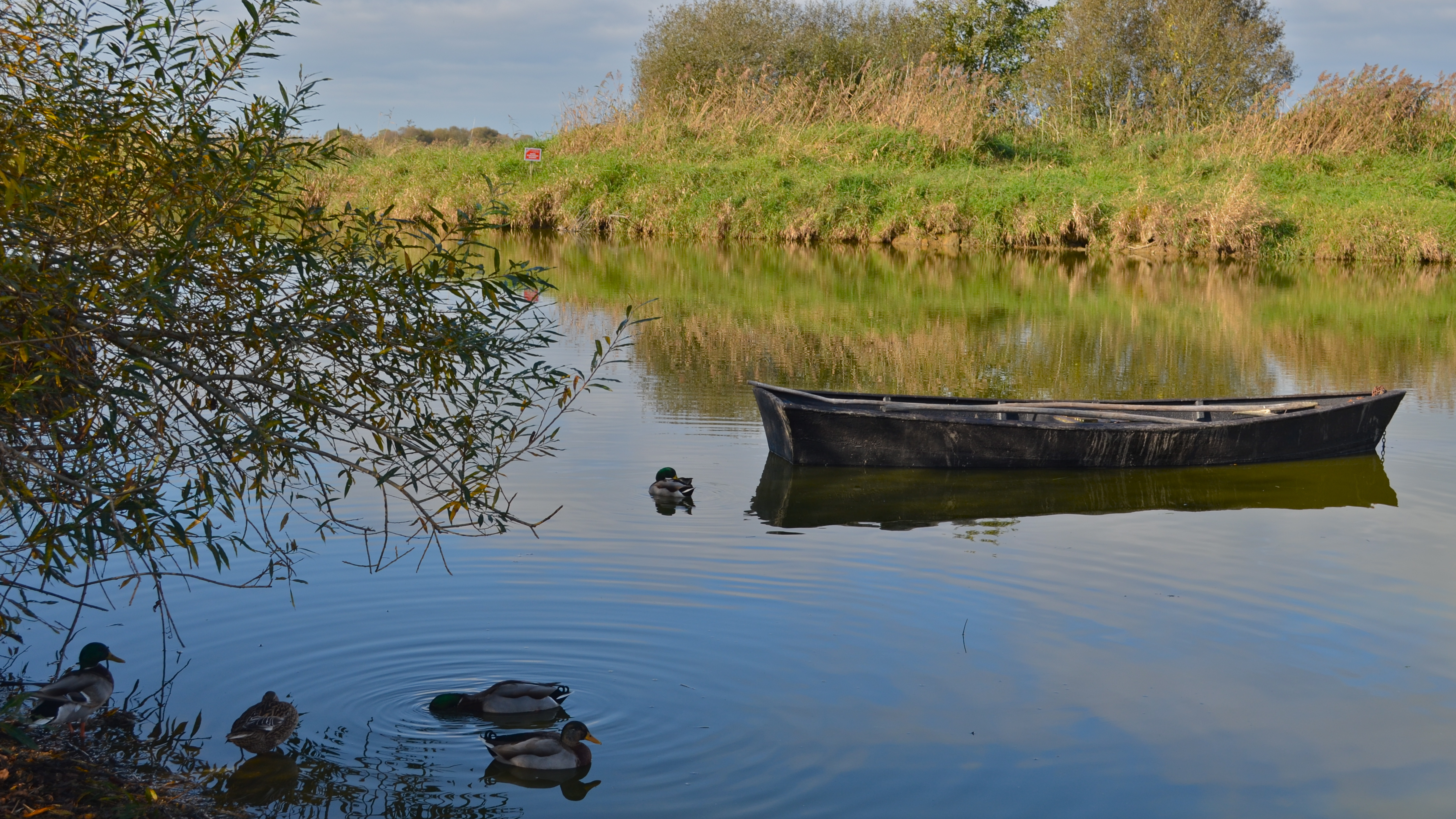
Le lac de Grand Lieu
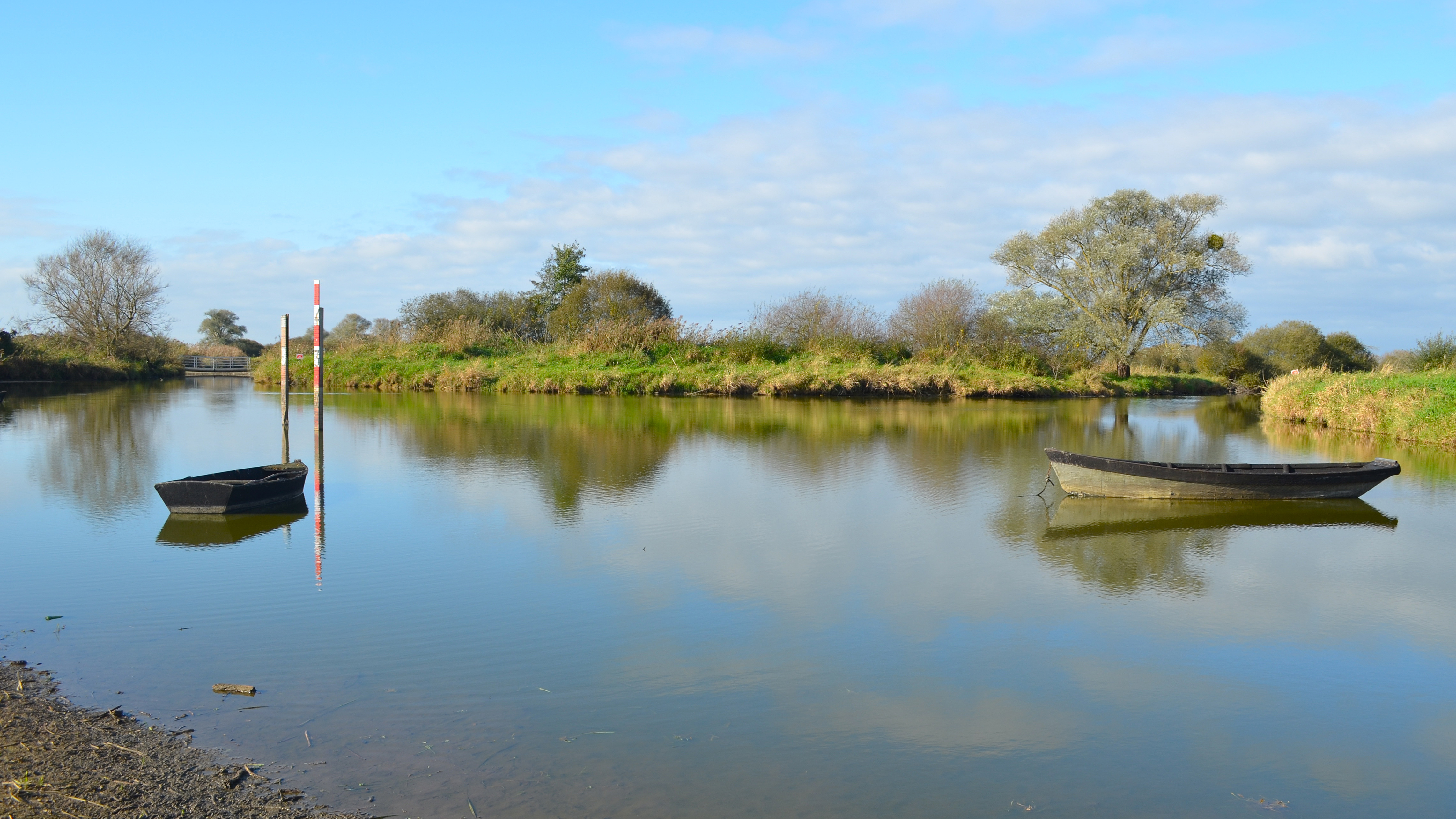
Le lac de Grand Lieu

Verger cite en 1844 parmi les habitations principales de la commune :
- La Freudière à Mme Julien Pépin de Belle-Isle: Le château de la Freudière a été bâti au XVIIIe siècle.
- Le Mortier à M. Deausse, aujourd’hui M. Penau,
- L'Arsangle à Mme veuve Coupry, aujourd’hui M. Couet et Mme Jamin,
- Le Planty à M. Fouillole de la Gendronnière, de nos jours à M. Blanchard,
- Trejet à M. Lanjuinais, député, aujourd’hui à M. Bruzon,
- La Grivellière, son moulin et sa chapelle, pendant la révolution, à Pierre Jean-Marie Sotin de La Coindière, en 1844 à M. Landais de la Cadinière,
- Thubert à M. Rosier,
- L'Aubinière à M. Bellisle. M. Barbier l’a rachetée des héritiers de L'Estourbeillon, qui possèdent encore les Noës de Passay.

## Personnalités liées à la commune
- Yohan Hautcœur, footballeur professionnel.
- Julien Pépin de Belle-Isle, corsaire et lieutenant général des armées navales.
- Pierre Jean-Marie Sotin de La Coindière (1764-1810) fut ministre de la Police sous le Directoire. Puis il fut percepteur de la commune de La Chevrolière jusqu'à son décès en 1810.